# Gastronomía de Tahití

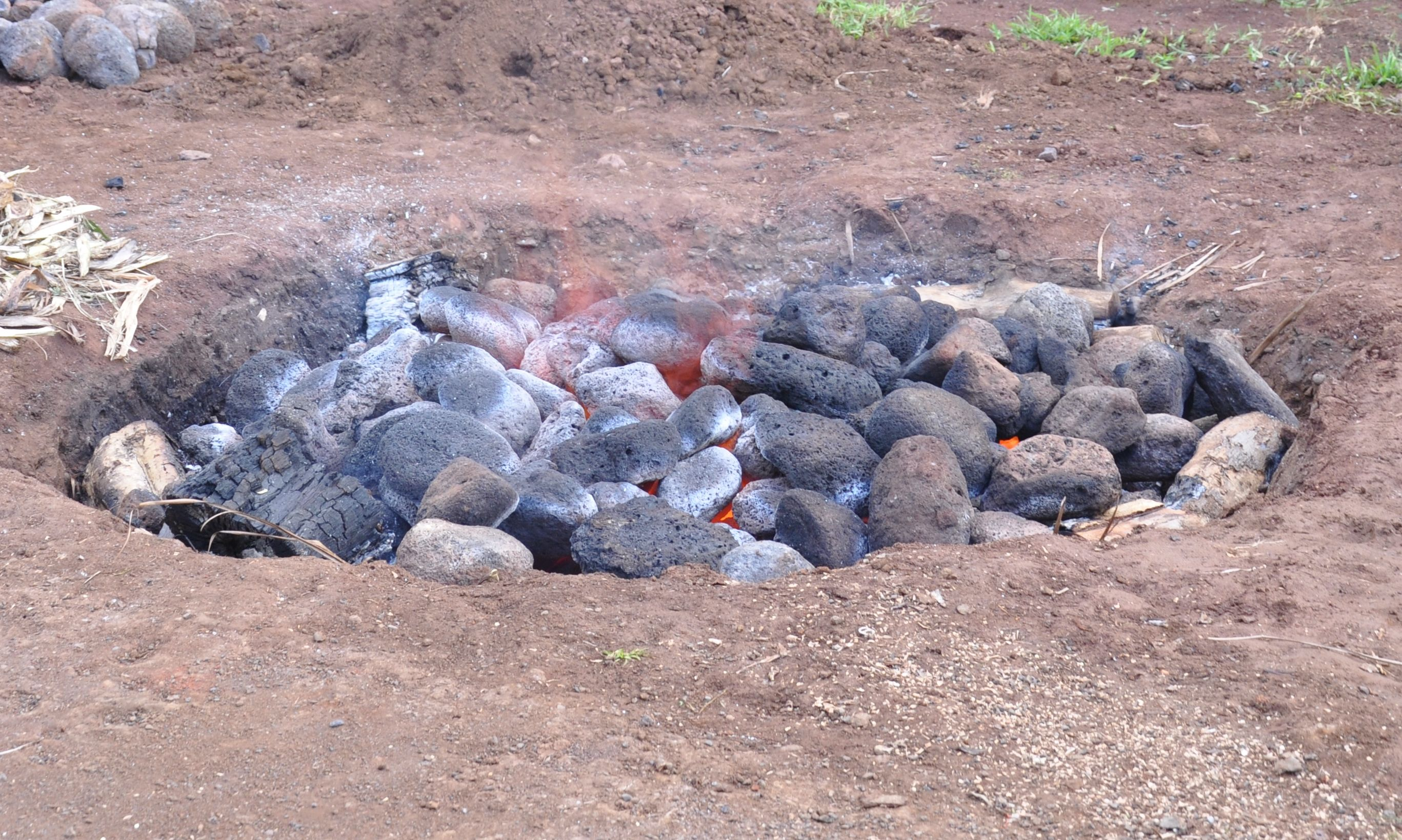
Ahi ma'a, horno de tierra tahitiano.

La gastronomía de Tahití designa en su sentido general la cocina de la Polinesia Francesa, archipiélago en el océano Pacífico. Aunque la base de su gastronomía son las preparaciones maohi (nativos tahitianos), la cocina tahitiana ha sido influida por la cocina occidental, particularmente por la cocina francesa debido a la colonización (1880-presente), y también por la cocina china, por la gran comunidad de inmigrantes chinos que se han venido estableciendo las últimas décadas. 
La gastronomía tahitiana (ma'a tahiti en lengua tahitiana; cuisine tahitienne en francés), incorpora muchos alimentos ricos en almidón como el taro, el ñame, la malanga, la batata... Entre las frutas, destacan el coco y el frutipán (uru). Como elemento proteico, destacan los pescados y mariscos, ya que el cerdo el único mamífero terrestre que se produce en estas pequeñas islas. En tiempos más recientes se han aclimatado otros animales: vacas, cabras, conejos... aunque la mayoría de la carne que se consume en la Polinesia Francesa se importa desde Nueva Zelanda. La caza de ballenas tradicional, practicada sobre todo en la isla Rurutu, se detuvo a mediados del siglo XX, y su carne no se come, a diferencia de la tortuga verde, a pesar de las prohibiciones.
El plato más conocido es probablemente el pescado crudo a la tahitiana (i'a ota), marinado en jugo de limón y leche de coco. Otro plato de pescado es el fāfaru, famoso por su fuerte olor a pescado podrido, ya que el filete (generalmente de atún) se deja macerar por dos días en agua de mar y cabezas prensadas de camarón.
Durante los días festivos es tradicional preparar el ahi ma'a u horno de tierra tahitiano que se construye excavando un hoyo en la tierra y colocando piedras calientes sobre carbón (ascuas) y cubriéndolo con hoja de plátano y arena. En él se cocina el camarón o gamba de agua dulce con salsa de vainilla, ron y leche de coco, carne de cerdo o productos vegetales. 
Entre los postres, destacan el banano fe'i (Musa × troglodytarum L.) y el po'e, similar al bizcocho pero de consistencia más densa que se cocina por toda la Polinesia.
La comunidad china inmigrante en Tahití ha aportado nuevos platos, técnicas e ingredientes, especialmente de la gastronomía de Hakka y de la gastronomía de Cantón e incluso muchos platos de origen chino hoy en día se consideran de la cocina local tahitiana.

## Preparaciones polinesias
- I'a ota, pescado crudo cocinado al limón (similar al ceviche).
- Faraoa 'ipo, pan con forma de pelota elaborado con coco.
- Pan de coco, pan de trigo y coco.
- Tāota, tipo de budín hecho de almidón.
- Po'e, tipo de budín hecho de almidón y compota.
- Pua'a chou, guiso de cerdo con col y otras verduras.
- Rēti'a, tipo de budín hecho de almidón y leche de coco.
- Mā'a tinitō, comida china.
- Pollo con re'a (cúrcuma).
- Fāfaru, pescado en salmuera.
- Estofado de tortuga. El consumo de este alimento puede provocar una grave intoxicación alimentaria llamada quelonitoxismo.